# イオンタウン稲毛長沼
イオンタウン稲毛長沼（イオンタウンいなげながぬま）は、千葉県千葉市稲毛区にあるイオンタウンのショッピングセンターである。

## 概要
国道16号沿いの東京エコン建鉄本社跡地に2013年（平成25年）11月7日に開業。
開業時は、食品などの商品を取り扱う「マックスバリュ」や「ツルハドラッグ」、「ダイソー」などの物販店舗9店と、クリーニングや美容室、歯科医院などのサービス業種15店、その他飲食業種2店の、総勢26店舗で、車で10分圏内の30代以上のニューファミリーと団塊世代をメインターゲットとした。
2019年（平成31年）2月28日まで国道16号を南方に進んだところにあるワンズモール内で同じイオングループのイオン千葉長沼店（開業時はダイエー千葉長沼店）が営業していた。

## 沿革
- 2013年（平成25年）
  - 11月7日 - 開業[1]。
- 2019年（令和元年）
  - 6月1日 - マツヤデンキがワンズモールから移転[2]。

## 交通アクセス

### 公共交通機関

#### バス
- 京成バス
  - 稲毛駅 - 京葉自動車教習所入口 - こてはし団地（稲02）[独自研究?]
  - 稲毛海岸駅 - 京葉自動車教習所入口 - 草野車庫（稲海02）[独自研究?]
  - 新検見川駅 - 京葉自動車教習所入口 - 草野車庫（検01）[独自研究?]

### 自動車

#### 高速道路
- 東関東自動車道「千葉北インターチェンジ」[独自研究?]
- 京葉道路「穴川インターチェンジ」[独自研究?]

#### 一般道路
- 国道16号[独自研究?]
- 県道66号[独自研究?]